# Mühlwoog
Der Mühlwoog ist ein alter Stausee des Leinbachs im Pfälzerwald (Rheinland-Pfalz).

## Geographie
Der nicht mehr intakte Damm des Stausees zwischen den Ortsgemeinden Frankenstein und Weidenthal liegt ungefähr 150 Meter vor der Einmündung des Leinbachs in den Hochspeyerbach auf etwa 230 Meter Höhe.

## Geschichte
Unterhalb des Mühlwoogs arbeitete früher eine sogenannte Bordmühle, die aus Baumstämmen Holzbretter herstellte und für die der Woog in erster Linie als Wasserspeicher angelegt wurde. Mitunter wurde seine Füllung auch ganz oder teilweise abgelassen, um die Wasserführung des Leinbachs unterhalb der Mühle bei der Trift von Scheitholz vorübergehend zu erhöhen.

## Eigenschaften
Mit 483 Metern ist der Mühlwoog der längste von sechs Woogen des Leinbachs, sein ursprüngliches Fassungsvermögen dürfte bei knapp 7000 m³ gelegen haben. Heute ist er stark versandet.